# UWF Live
UWF Live é uma promoção de wrestling profissional estadunidense. Foi fundada por Hermie Sadler, Earl Hebner, e Dave Hebner em 2005. Foi iniciada para ser a parceira de house shows da Total Nonstop Action Wrestling, e formar novos talentos.